# K.Kodihalli, Maddur
K.Kodihalli là một làng thuộc tehsil Maddur, huyện Mandya, bang Karnataka, Ấn Độ.